# Zelená Hora (Hrabušice)
Zelená hora (též Marcelův hrad či Hrabušický hrad) je zaniklé bratřické opevnění v katastru slovenské obce Hrabušice na kótě Zelená hora. Nachází se nad údolím vyhloubeným řekou Hornád.

## Lokalita
Nálezy ze Zelené hory ukazují, že lokalita byla osídlena od mladší doby kamenné do středověku. Hradní vrch má rozlohu asi 10 ha a ve středověku byl obehnán hradbou širokou 230–250 cm. Na severní straně byla do hradby vestavěna velká okrouhlá obytná věž, která tvořila rozšířené jádro hradního areálu. Opevněný areál byl přístupný poměrně velkou vstupní branou na východní straně, z níž stejně jako z hradní zdi věže bylo možné odkrýt nejen základy, ale i nástavbové zdivo.:s.79

## Historie
Zelená hora byla osídlena již na konci doby kamenné (badenská kultura) a později na přelomu letopočtu zde měl své hradiště lid púchovské kultury. Po mongolském vpádu v roce 1241 král Béla IV. pověřil stavbou kamenného hradu na Zelené hoře Marcela, syna Blažeje. Hrad však nebyl dokončen a v roce 1269 jej král daroval Spišské kapitule, proboštu Mutimírovi, který se zavázal hrad dostavět (což se však nestalo).
| „                                                                                  | V roce 1269 daroval uherský král Belo IV. nedostavěný hrad Marcel a vesnice Arnutovce a Letanovce Spišské kapitule a jejímu prefektovi se závazkem, aby se prefekt Spišské kapituly jménem celé kapituly postaral o dostavbu hradu. ... in Scepus, iuxta fluvium Harnad, super terra castri nostri, quoddam castrum edificari fecissemus, quod castrum a nomine Marcelli, qui primo ipsam terram coluerat ... ... na Spiši, u řeky Hornádu, na pozemcích našeho tábora, jsme nechali postavit jistý hrad, který byl pojmenován po Marcelovi, jenž jako první obdělával samotnou půdu. | “ |
| — Darovací listina krále Bély IV. spišskému premonstrátovi Mutimírovi z roku 1269. | |   |

V prvních desetiletích 14. století patřil hrad spišskoštiavnickým cisterciákům. V roce 1453 místo opevnili bratříci Petra Aksamita. Ti opevnili již existující hrad na Zelené hoře u Hrabušic, který patřil štiavnickému opatství, pojmenovali ho Tábor a odtud podnikali útoky na okolní vesnice a statky.
| „                                                        | Roku Páně 1453 Pe(ter) A(xamit) obsadil (---) u Hrabušic a způsobil mu (---) požár, zabíjení, plenění a s (---) královským vojskem ho oblehl spolu (---) Spiš; nemohli na něj nijak zaútočit (---) musel je vykoupit za peníze (---) velký mor. | “ |
| — Zápis ve spišsko-sobotské kronice k roku 1453 na Spiši | |   |

| „                                    | Anno etiam eodem quidam raptores et aemuli sub duetu Petri Axamith montem circa Kabisdorff incastrarunt, eumque Viridem montem, aut Thabor cognominantes, hanc patriam variis angustiis molestarunt. V témže roce (1453) se jistí loupežníci pod velením Petra Axamitha zmocnili také hory v okolí Kabisdorffu a nazývajíce ji Zelenou horou neboli Thaborem sužovali tuto zemi různými útrapami. | “ |
| — Nápis na portálu kostela v Levoči. | |   |

Ze Zelené hory podnikli bratříci také útok na kartuziánský klášter na Kláštorisku a poškodili jej natolik, že jej následujícího roku musel převor Jan Monesser důkladně obnovit. Aby přístup ke klášteru, který dříve vedl přes Hrabušice, nebyl tak snadný, změnil cestu ke klášteru. Pravda, ani toto opatření nezabránilo tomu, aby bratříci v následujícím roce klášter znovu přepadli a téměř zcela zničili, takže mniši hodlali místo navždy opustit. Stejně tak i štiavnický klášter a statky štiavnických cisterciáků trpěly nájezdy bratříků. Bratříci nutili okolní vesnice a statky, aby zásobovaly Zelenou horu potravinami.
Až do roku 1462 byla Zelená hora v rukou bratříků jako jeden z jejich hlavních hradů a operačních bodů na Spiši. Zelená hora patřila k těm pevnostem, které bratříci opustili až po svém přesunu ze Spiše na západní Slovensko a teprve poté Levočané – úhlavní nepřátelé bratříků na Spiši – hrad dobyli a zbořili.:s.81

## V umění
Zelená hora je zmíněna v románové trilogii Aloise Jiráska Bratrstvo.

## Galerie

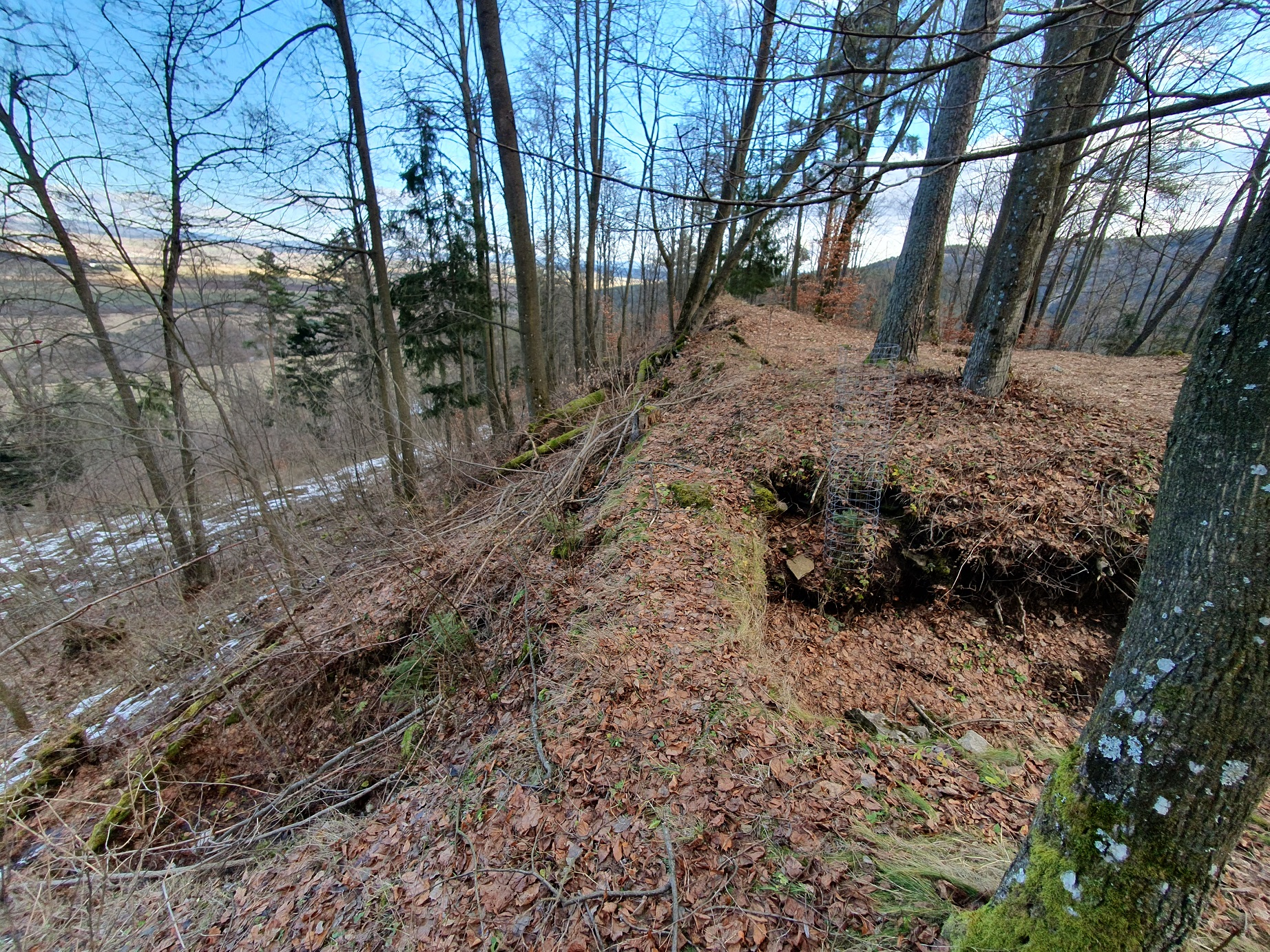
severní zeď
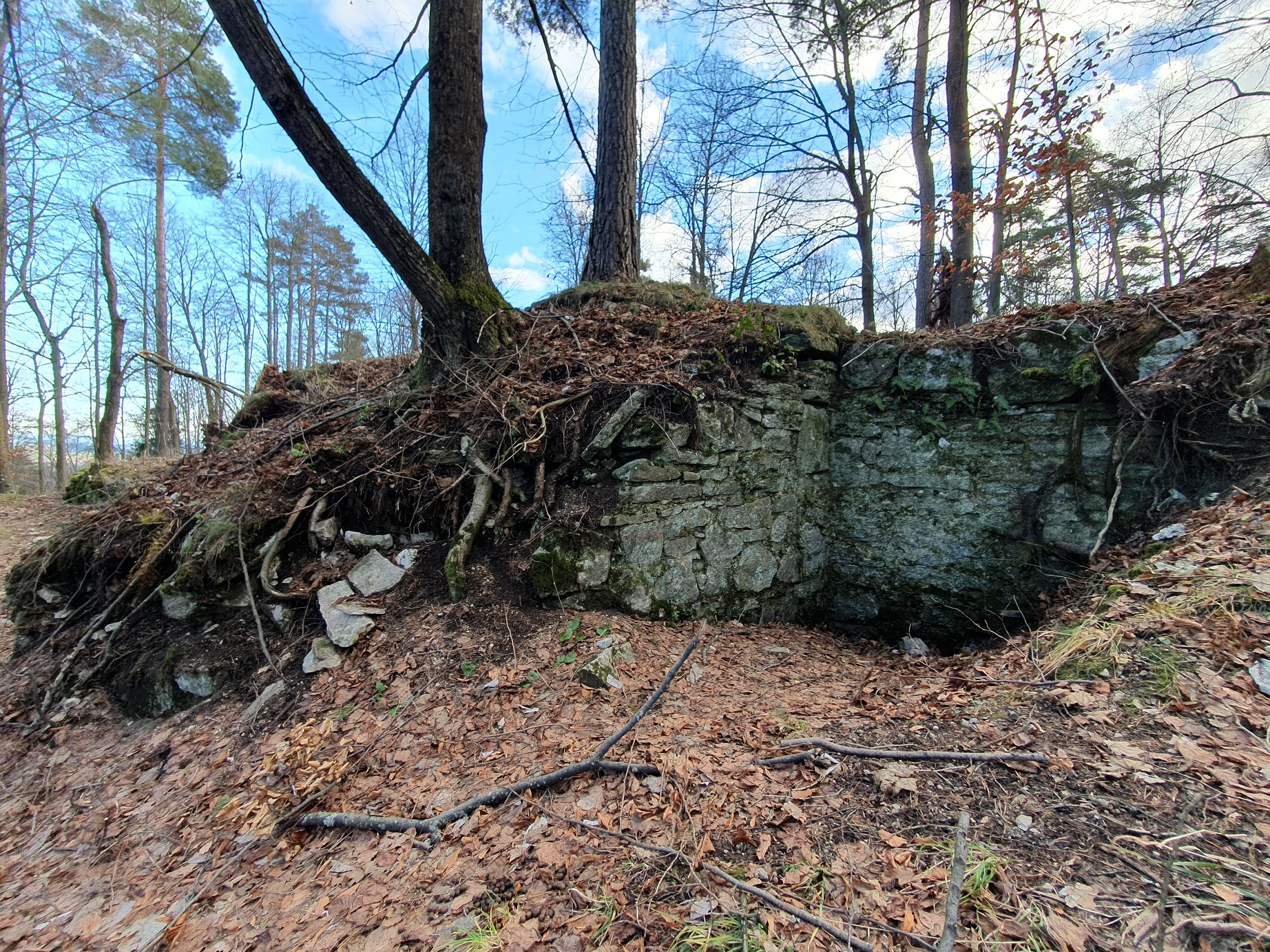
torzo věže od západu
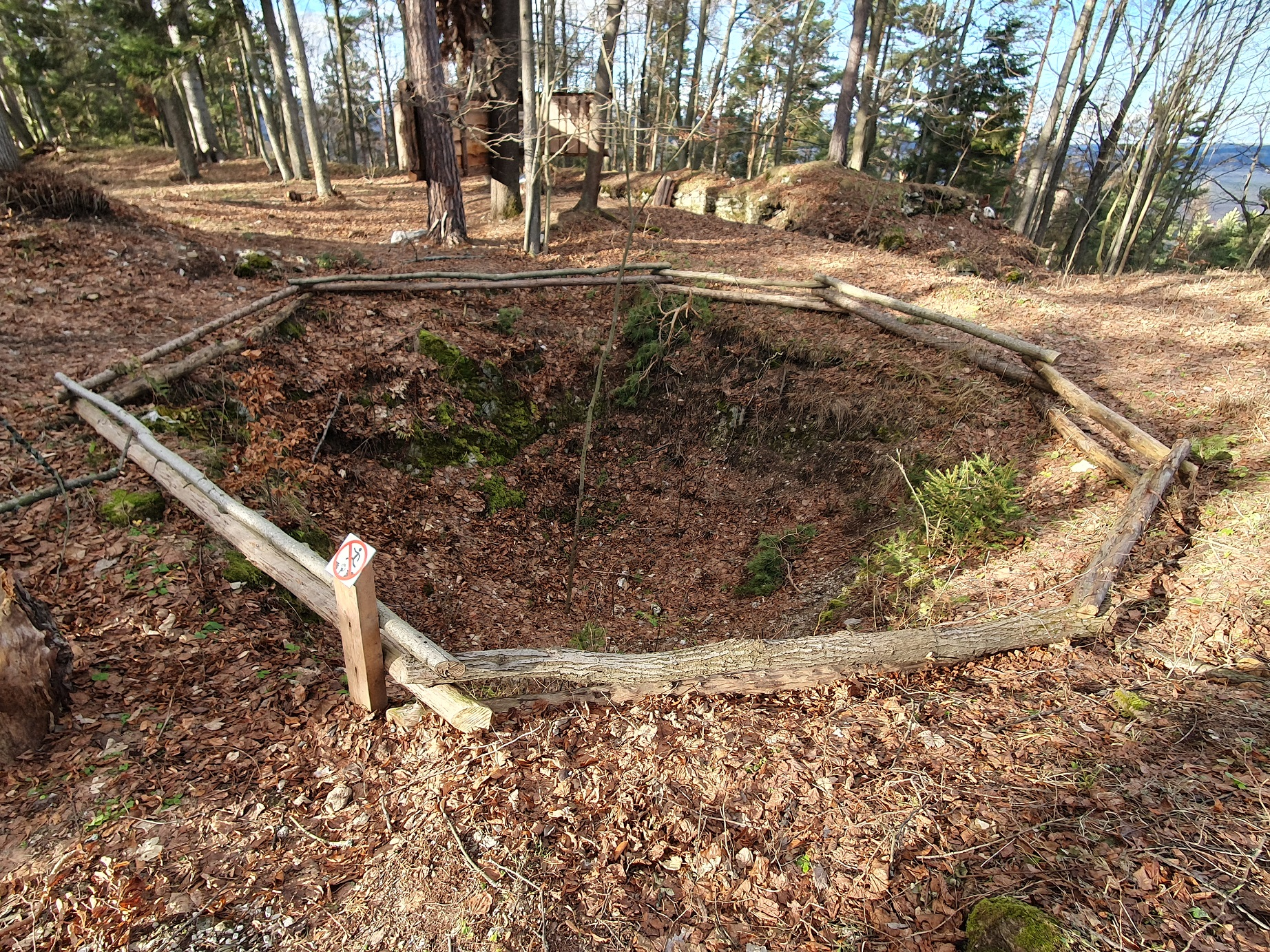
pozůstastek hradní cisterny
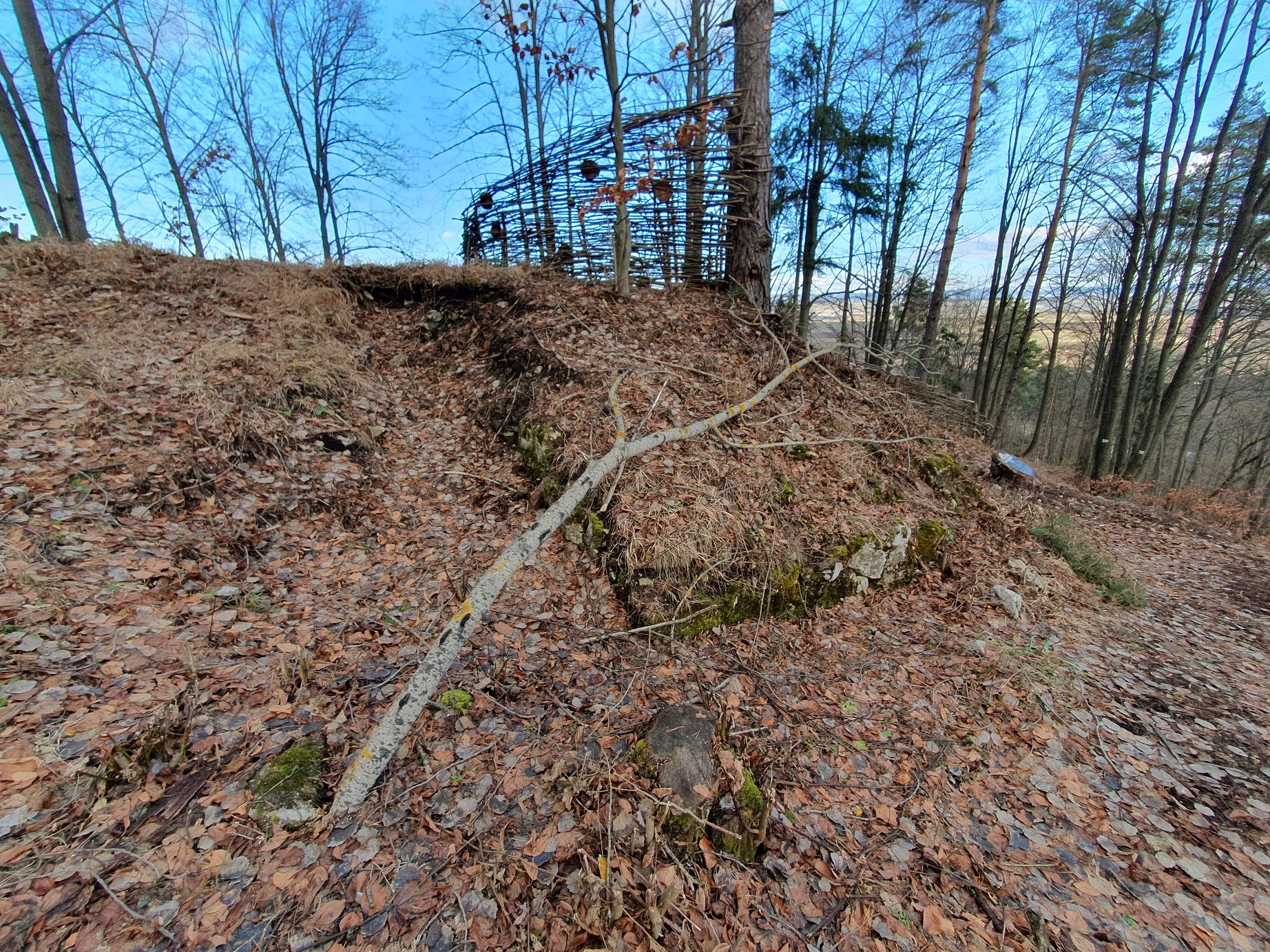
vstupní brána
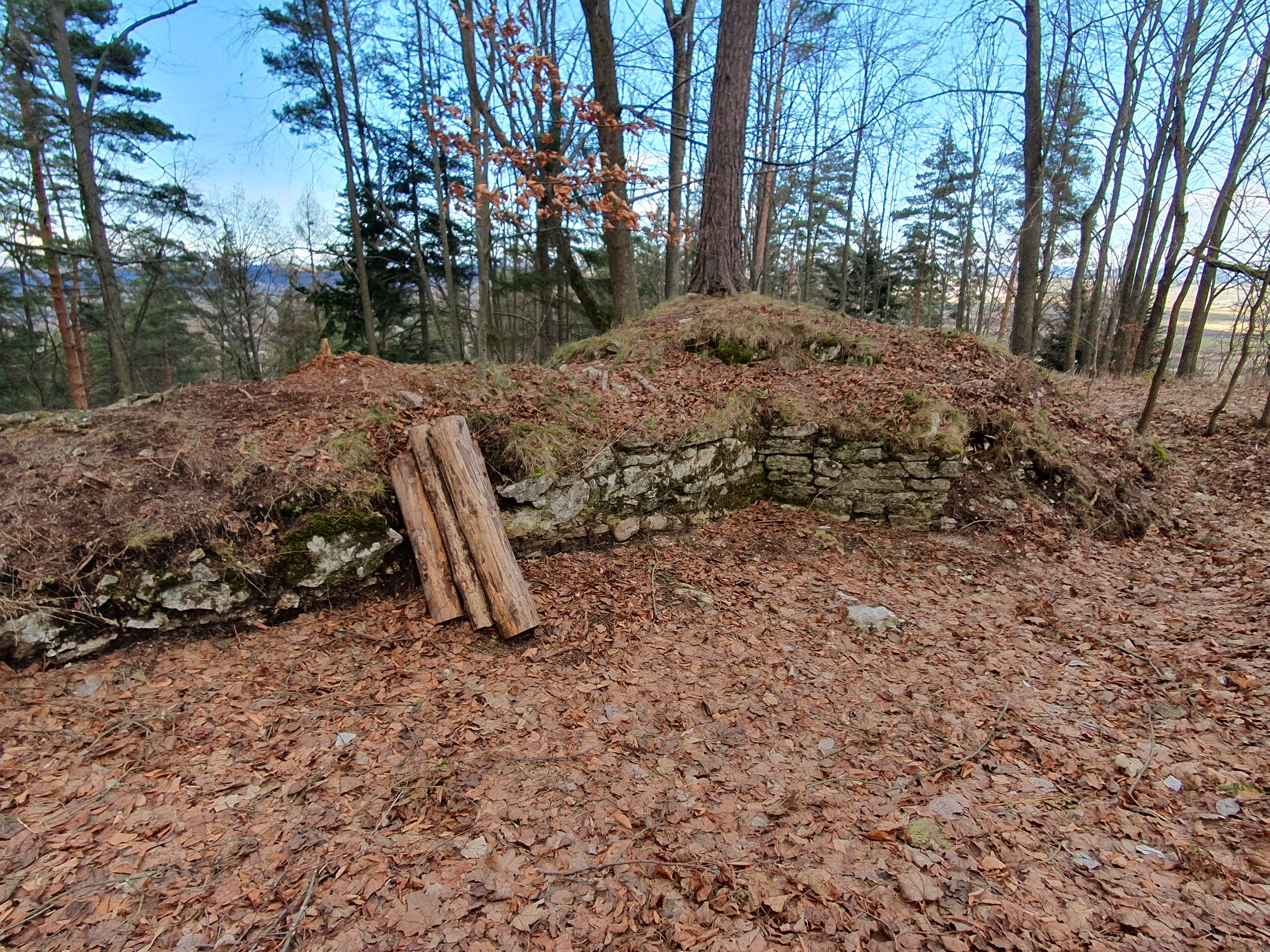
zbytky hradeb